# Brutus the Trojan

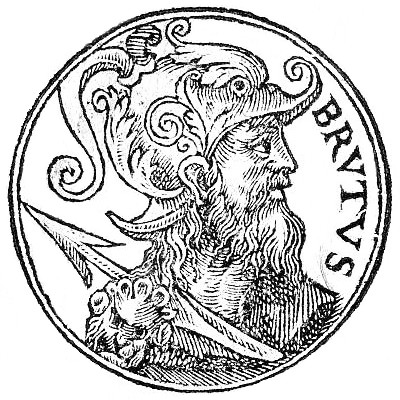
Brutus of Troy, enligt legenden grundare av London.

Brutus the Trojan eller Brutus of Troy är en gestalt ur brittiska medeltidslegender, första gången omtalad av Geoffrey av Monmouth i De brittiska kungarnas historia.
Brutus sades vara sonson till Aeneas, grundare av London och britternas stamfar. En anglonormandisk krönika om Brutus, Roman de Brut, är en bearbetning av Monmouths arbete och tillskrivs Robert Wace.